# Isabelle Fuhrman
Isabelle Fuhrman (n. 25 februarie 1997, Washington, D.C.) este o actriță americană. Ea este cunoscută pentru interpretarea rolului lui Esther în filmul Orfana (2009) și Clove în Jocurile foamei (2012).

## Viața și cariera
Isabelle Fuhrman s-a născut pe 25 februarie 1997 în Washington, D.C., dar și-a petrecut copilăria în Atlanta, Georgia. Mama ei, Elina Fuhrman (născută Kozmits), este o jurnalistă care a emigrat din URSS în 1989 și a lucrat pentru CNN, iar tatăl, Nick Fuhrman, este un fost candidat politic și consultant de afaceri.

## Filmografie

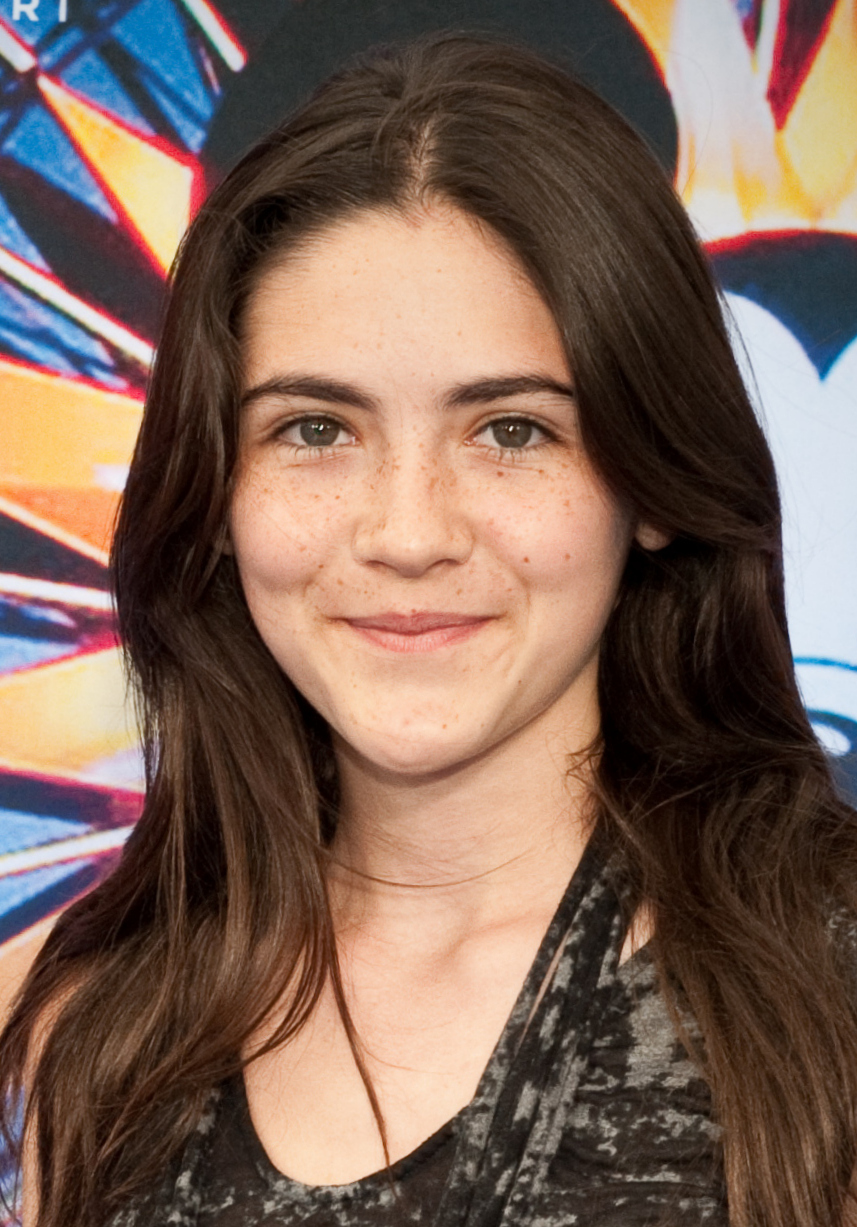
Fuhrman la premiera „World of Color” din California, 10 iunie 2010

| An   | Titlu                   | Rol                     | Note                        |
| ---- | ----------------------- | ----------------------- | --------------------------- |
| 2006 | Justiție                | Grace O'Neil            | Episod: „Pilotul”           |
| 2007 | Hounddog                | Lăcusta                 |                             |
| 2008 | Mesaje de dincolo       | Gretchen Dennis         | Episod: „Bucăți din tine”   |
| 2009 | Orfana                  | Esther                  |                             |
| 2009 | Recolta însângerată     | Voci adiționale         | Film de televiziune         |
| 2010 | Pleading Guilty         | Carrie                  | Film de televiziune         |
| 2010 | Aventurile lui Sammy 3D | Hatchling Shelly (voce) |                             |
| 2011 | The Whole Truth         | Lyric Byrne             | Episode: „Martorul perfect” |
| 2011 | Salvation Boulevard     | Angie                   |                             |
| 2012 | Jocurile foamei         | Clove                   |                             |
| 2013 | The Between             | Michelle                |                             |
| 2013 | From Up on Poppy Hill   | Sora Matsuzaki          | Voice                       |
| 2013 | After Earth             | Rayna                   | Post-producție              |

| An   | Titlu              | Rol      | Note |
| ---- | ------------------ | -------- | ---- |
| 2012 | Hitman: Absolution | Victoria | Voce |